# Myrmothera
Myrmothera é um género de ave da família Grallariidae.
Este género contém as seguintes espécies:
- Myrmothera campanisona
- Myrmothera simplex